# Battlestar Galactica: Blood & Chrome
Battlestar Galactica: Blood & Chrome ist ein US-amerikanischer Science-Fiction-Film aus dem Jahr 2012. Ursprünglich als Pilot für eine Prequel-Serie konzipiert, wurde die geplante Serie nie realisiert und der gut zweistündige Pilotfilm wurde 2013 auf Syfy ausgestrahlt.

## Handlung
Die Menschen kämpfen seit zehn Jahren im sogenannten ersten Zylonenkrieg gegen die von ihnen erschaffenen humanoiden Robotern, die sich gegen die Unterdrückung der Menschen auflehnten und ein Eigenleben entwickelten. Der junge talentierte Pilot William Adama wird auf die Akademie auf den Kampfstern Galactica versetzt. Zu seinem Entsetzen werden seine Fähigkeiten falsch eingeschätzt und er findet sich nicht als Kampfpilot wieder, sondern muss eine Frachtmaschine fliegen. Gemeinsam mit seinem Co-Piloten, dem grimmigen Lt. Coker Fasjovik, der von dem Jungspund nicht gerade begeistert ist, wird er auf eine Mission geschickt, die als Top-Secret gilt. Seine Mission führt ihn auf einen riesigen Eisplaneten. Sie müssen die Wissenschaftlerin Dr. Becca Kelly sicher an ihr Ziel bringen.
Nachdem sie in ein Luftgefecht gezwungen wurden und dieses heil überstehen, landen sie auf einem verbündeten Kampfschiff, dessen Landung Becca ermöglichte, da sie das Erkennungswort wusste. In der nun folgenden Schlacht leisten Coker und William Kriegsdienst um anschließend ihren Flug fortzusetzen. Schließlich erreichen sie den angestrebten Planeten. Allerdings folgen ihnen einige Kampfroboter.
In dem Zuhause des einzigen Überlebenden eines vorher eingetroffenen Erkundungstrupp nähern sich Becca und William an. Der angetrunkene Coker ist über das Techtelmechtel weniger erfreut und stellt William zur Rede. Die Unterhaltung wird durch Feindkontakt unterbrochen. Während des Gefechts merkt Coker, dass die Roboter von Becca ablassen, als sie deren Halskette scannten. Er will daher den wahren Grund ihrer Mission erfahren, worauf sie antwortet, dass sie von der auf dem Planeten befindlichen Basis ein Virus schalten kann, dass die Roboter vernichtet.
Während Becca das Virus hochlädt merkt Coker, dass es sich nicht um ein Virus handelt, sondern um Pläne, den die Robotern zum Sieg behilflich sein können, deren Sieg Becca provozieren will, um Frieden zu stiften. Es kommt zur Schießerei und nur der Munitionsknappheit von Beccas Pistole ist es zu verdanken, dass William und Coker den Computer vernichten können. Die verwundete Becca wird zurückgelassen und wird später von Robotern getötet.
Zurück auf der Galactica erfährt William, dass die Anführer von Beccas Vorhaben informiert waren und zwingen William, ein falsches Einsatzprotokoll zu unterschreiben. Nach anfänglichen Bedenken unterschreibt er das Dokument, um Heldenstatus zu erlangen.

## Hintergrund
Im Sommer 2010 wurde an einer weiteren Battlestar Galactica-Prequel-Serie gearbeitet, die den Titel Blood & Chrome tragen sollte. Dies wurde der Öffentlichkeit durch Produzent Michael Taylor bekannt, der auch die Drehbücher verfasste. Noch im Herbst 2010 bestätigten SyFy das Projekt mit der Bestellung eines zweistündigen Pilotfilms. Regie führte Jonas Pate, die Hauptrolle als junger Adama übernahm Luke Pasqualino. Nachdem die Dreharbeiten im Frühjahr 2011 abgeschlossen waren, rückten SyFy aber von ihrem Serienvorhaben ab. Stattdessen kündigte SyFy-Präsident Mark Stern auf der Comic-Con in San Diego an, das gedrehte Material als Webserie verwenden zu wollen, was im März 2012 letztendlich bestätigt wurde.
Ab November 2012 wurde Blood & Chrome wöchentlich mit circa 12-minütigen Clips auf dem YouTube-Kanal von Machinima online gestellt. Letztendlich wurde die Webserie als ursprüngliche Filmversion auf Druck der Fans hin doch noch im Herbst 2013 auf SyFy mit überarbeiteten Spezialeffekten ausgestrahlt. Diese Version kam einige Zeit später auch in den Handel. In Deutschland ist Blood & Chrome seit Frühjahr 2016 erhältlich. Die deutsche Free-TV-Premiere fand am 4. Juni 2018 auf Tele 5 statt.
Inhaltlich ist Blood & Chrome circa 30 Jahre vor der Hauptserie angesiedelt und soll eine lose Brücke zwischen Caprica und Battlestar Galactica bilden. Darin befinden sich die 12 Kolonien schon seit 10 Jahren im Krieg gegen die Zylonen, als der junge Kampfpilot William „Husker“ Adama auf die Galactica versetzt ist. Damals eines der modernsten Schiffe der Flotte. Er wird dem erfahrenen Piloten Coker zugeteilt, die gemeinsam eine Routinemission erledigen sollen, wobei sie eine gewisse Dr. Becca Kelly unterstützen sollen. Doch während dieser Missionen werden sie in feindliche Aktivität hineingezogen, die den Krieg entscheiden könnten.

## Kritik
„Kein Vergleich mit der ‚Galactica‘-Serie.“

Cinema kritisiert hauptsächlich die auffällige Greenscreenkulisse und die eisige Atmosphäre. Auch bemängelt das Blatt, dass man mit den Charakteren in dem Film nicht wirklich warm wird.